# Sphaerowithius ansieae
Espèce
Sphaerowithius ansieae est une espèce de pseudoscorpions de la famille des Withiidae.

## Distribution
Cette espèce est endémique de Namibie. Elle se rencontre à Otavi dans les grottes Nosibhöhle et Albathöhle.

## Description
Le mâle holotype mesure 2,38 mm et la femelle paratype 2,38 mm.

## Étymologie
Cette espèce est nommée en l'honneur d'Ansie S. Dippenaar-Schoeman.

## Publication originale
- Harvey & Mahnert, 2015 : A New Species of Sphaerowithius (Pseudoscorpiones, Withiidae) from Namibia. African Invertebrates, vol. 56, no 2, p. 491-497.